# Kommunallagen i Finland
För andra betydelser, se Kommunallagen.
Kommunallagen är en finsk lag som reglerar kommunernas organisation, kommunernas uppgifter och sättet att styra kommunerna. Lagen har reformerats i många omgångar. En ny lag har ersatt den gamla 1917, 1931, 1948, 1976, 1995 och 2015, då den nu gällande lagen stiftades. Även därefter har betydande ändringar gjorts i lagen.
Lagen fastställer bland annat kommunens, fullmäktiges och andra kommunala institutioners uppgifter, invånarnas möjligheter att delta och påverka, kommunens beslutsfattande och förvaltning, kommunens ekonomi och möjlighet till överklagande av kommunstyrelsens beslut.

## Kommunallagen och dess föregångare
En stor del av bestämmelserna i lagen från 2015 började gälla från början av den nya kommunalvalsperioden den 1 juni 2017. Den är en allmän lag om kommunförvaltningens organisation och ekonomi.
Lagarna om kommuner listas nedan i den äldsta lagen från 1865 till den viktigaste lagen från 2015. Källan till detta avsnitt är den årliga publikationen av Finlands stadgar och dess föregångare, Finlands stadgar samling. Numret på handlingen leder till en mer exakt källa.
- Förordningen om kommunalförvaltning på landet (4/1865) trädde i kraft den 6 maj 1865. Antagen den 12 februari 1865. Denna fastställde att varje socken/församling på landet skulle utgöra en egen kommun.
- Förordningen om kommunalförvaltning i stad (40/1873) trädde i kraft i början av 1875. I denna fastställdes att varje stad  skulle utgöra en egen kommun. Det ansågs inte önskvärt att förena stads- och landskommun under gemensam kommunalförvaltning, men detta kunde i undantagsfall ske med senatens tillstånd.
- Förordningen om kommunalförvaltning på landet (21/1898) trädde i kraft i början av 1899. Även denna stadgade att varje församling på landet skulle utgöra en egen kommun.
- Förordningen angående ordnande i särskilda fall av samhällen på landsbygden med sammanträngd befolkning (21/1898) trädde i kraft i början av 1899.
- Kommunallagen för städerna (108/1917) trädde i kraft i början av 1918.[a]
- Kommunallagen för landskommunerna (108/1917) trädde i kraft i början av 1918. Även i denna sägs att varje församling på landet skulle utgöra en egen kommun.[b]
- Lagen om samhällen på landsbygden med sammanträngd befolkning (185/1931) trädde i kraft i början av 1932. Statsrådet kunde inrätta samhällen med sammanträngd befolkning på landet, vilka inte utgjorde självständig kommun. Lagen upphävde förordningen angående ordnande i särskilda fall av samhällen på landsbygden med sammanträngd befolkning (21/1898).
- Kommunallagen (642/1948) gällde landskommuner, städer och köpingar. Lagen trädde i kraft i början av 1949 och upphävde kommunallagen för landskommunerna (108/1917) och kommunallagen för städerna (108/1917 – tidigare angavs Finlands författningssamlings häftesnummer, inte den enskilda lagens nummer), förordningen om kommunalförvaltning i stad (40/1873), förordningen om kommunalförvaltning på landet (21/1898), lagen om samhällen på landsbygden med sammanträngd befolkning (185/1931) och lagen om lättnader vid erläggandet av skatter och krigslån i vissa fall (129/1945)[ifrågasatt uppgift].
- Kommunallagen (953/1976) trädde i kraft i början av 1977. Den gällde i såväl landskommuner som städer och genom § 152 ombildades köpingarna till städer den 1 januari 1977.
- Kommunallagen (365/1995)[c] trädde i kraft den 1 januari 1995. Den upphävde kommunallagen från 1976.
- Kommunallagen (410/2015)[d] trädde i kraft den 1 januari 2015. Den upphävde kommunallagen från 1995.

### Källnoter
1. ↑  ”Kommunallag (410/2015)”. Finlex. Edita Publishing Oy. https://www.finlex.fi/sv/laki/ajantasa/2015/20150410. Läst 16 juli 2023.
2. ↑  Uusi kuntalaki | Kuntaliitto.fi www.kuntaliitto.fi. Viitattu 24.8.2018.
3. ↑  Regeringens proposition till riksdagen med förslag till kommunallag och vissa lagar som har samband med den (RP 268/2014 rd). Arkiverad 28 oktober 2021 hämtat från the Wayback Machine. Finlex.